# 萩原誠司
萩原 誠司（はぎわら せいじ、1956年（昭和31年）4月28日 - ）は、日本の政治家、通産官僚。岡山県美作市長（4期）。
岡山県岡山市長（2期）、衆議院議員（1期）を務めた。岡山県英田郡西粟倉村長を務めた萩原賢二は父。

## 来歴
岡山県英田郡西粟倉村生まれ。岡山県立岡山大安寺高等学校、東京大学教養学部教養学科卒業。プリンストン大学大学院（ウッドローウイルソンスクール）修了。1980年、通商産業省に入省。
1999年、通産省を退官。岡山市長選挙に自民・社民2党の推薦を受けて出馬し、初当選する。2003年の市長選でも再選されたが、任期途中の2005年8月、自由民主党の要請を受け、岡山市長を辞職し岡山県第2区から第44回衆議院議員総選挙に出馬。元々、岡山2区は熊代昭彦の選出選挙区であったが、熊代は首相の小泉純一郎が成立に執念を燃やす郵政民営化法案の採決で反対票を投じたため、自民党の公認を得られず、出馬を断念。熊代は萩原の辞職に伴う岡山市長選挙に立候補したが、高谷茂男に敗れ落選した。萩原は岡山2区で民主党の津村啓介に敗れたが、重複立候補していた比例中国ブロックで復活し、初当選を果たした。当選後しばらくは無派閥だったが、2007年7月に古賀派に入会した。また、2005年初当選の議員で結成された83会にも所属していた。
トンネル塵肺訴訟に関連し、全面和解に向けトンネルじん肺対策議員連盟を設立し、事務局長に就任。2007年6月、全面和解が成立した。
2009年8月の第45回衆議院議員総選挙に岡山2区から自民党公認で出馬するが、再び津村に敗れ、比例復活もならず落選。なお岡山2区からは熊代昭彦も無所属で出馬したが、熊代の得票数は萩原に次ぐ3位であった。落選後、9月15日に開かれた第2回自民党再生会議に出席し「何か仕事が欲しい」と発言した。
2010年4月、帝京平成大学教授に就任。同年5月に自民党を離党し、舛添要一らが改革クラブに合流して新たに結成された新党改革に入党。7月の第22回参議院議員通常選挙に新党改革公認で比例区から出馬したが、落選した。法政大学情報技術（IT）研究センター学術担当教授を経て、2013年より明治大学国際総合研究所客員研究員。
2014年3月、道上政男の辞職に伴い実施された美作市長選挙に無所属で立候補して当選し、31日に美作市役所に初登庁した。
※当日有権者数：25,321人 最終投票率：65.56%（前回比：pts）
| 候補者名 | 年齢 | 所属党派 | 新旧別 | 得票数  | 得票率 | 推薦・支持 |
| -------- | ---- | -------- | ------ | ------- | ------ | ---------- |
| 萩原誠司 | 57   | 無所属   | 新     | 9,517票 | 58.13% |            |
| 内海健次 | 67   | 無所属   | 新     | 3,719票 | 22.72% |            |
| 岡野鉄舟 | 65   | 無所属   | 新     | 3,136票 | 19.15% |            |

2014年8月29日、自由民主党への復党が了承され、4年ぶりに自民党の党籍を回復した。
2018年3月に行われた市長選に無所属で立候補。第三セクター・特産館みまさか元社長との接戦を制し、再選。投票率は65.69％。
※当日有権者数：24,178人 最終投票率：65.69%（前回比：+0.13pts）
| 候補者名 | 年齢 | 所属党派 | 新旧別 | 得票数  | 得票率 | 推薦・支持 |
| -------- | ---- | -------- | ------ | ------- | ------ | ---------- |
| 萩原誠司 | 61   | 無所属   | 現     | 8,002票 | 50.92% |            |
| 大沢伸三 | 68   | 無所属   | 新     | 7,713票 | 49.08% |            |

2020年6月19日、6月定例市議会に提出した教育長人事案が議員全員の反対を受けて否決されたことを受け、混乱の責任を取るため7月25日付での辞職願を提出し、出直し選挙を行う意向を表明した。23日の定例市議会で萩原は、否決された教育長人事案、2020年度一般会計補正予算案などを22日付で専決処分したと報告。これを不服とする市議から問責決議案が提出され、8対8の可否同数となり、議長決裁で可決された。
8月2日の出直し選挙の投開票の結果、元市議の安東章治を破り3選。　
※当日有権者数：23,207人 最終投票率：64.88%（前回比：-0.18pts）
| 候補者名 | 年齢 | 所属党派 | 新旧別 | 得票数  | 得票率 | 推薦・支持 |
| -------- | ---- | -------- | ------ | ------- | ------ | ---------- |
| 萩原誠司 | 64   | 無所属   | 前     | 7,729票 | 52.07% |            |
| 安東章治 | 61   | 無所属   | 新     | 7,115票 | 47.93% |            |

2022年3月13日に行われた市長選挙で4選。
※当日有権者数：22,681人 最終投票率：61.64%（前回比：-3.24pts）
| 候補者名 | 年齢 | 所属党派 | 新旧別 | 得票数  | 得票率 | 推薦・支持 |
| -------- | ---- | -------- | ------ | ------- | ------ | ---------- |
| 萩原誠司 | 65   | 無所属   | 前     | 8,639票 | 62.36% |            |
| 後藤基   | 69   | 無所属   | 新     | 5,214票 | 37.64% |            |

## 政策・活動
- 市民が市長と気軽に対話できる「オープン市長室」の実施[11]。
- 耕作放棄地の解消に向けた「草刈りオリンピック」の実施[11]。
- 人手不足を補うための「外国人3,000人構想」[11]。
- 選択的夫婦別姓制度の導入に賛成[12]。

## 人物
- 趣味はスポーツや音楽[13]。

## 所属団体・議員連盟
- 速やかな政策実現を求める有志議員の会
- 83会
- 再チャレンジ支援議員連盟
- トンネルじん肺対策議員連盟（事務局長）
- 朝鮮通信使交流議員の会（幹事）